# 厚皮香八角
厚皮香八角（学名：Illicium ternstroemioides）为八角茴香科八角属的植物，为中国的特有植物。分布在中国大陆的福建、海南等地，生长于海拔850米至1,700米的地区，多生于密林、狭谷及溪边林中，目前尚未由人工引种栽培。